# Brihanmumbai Electric Supply and Transport

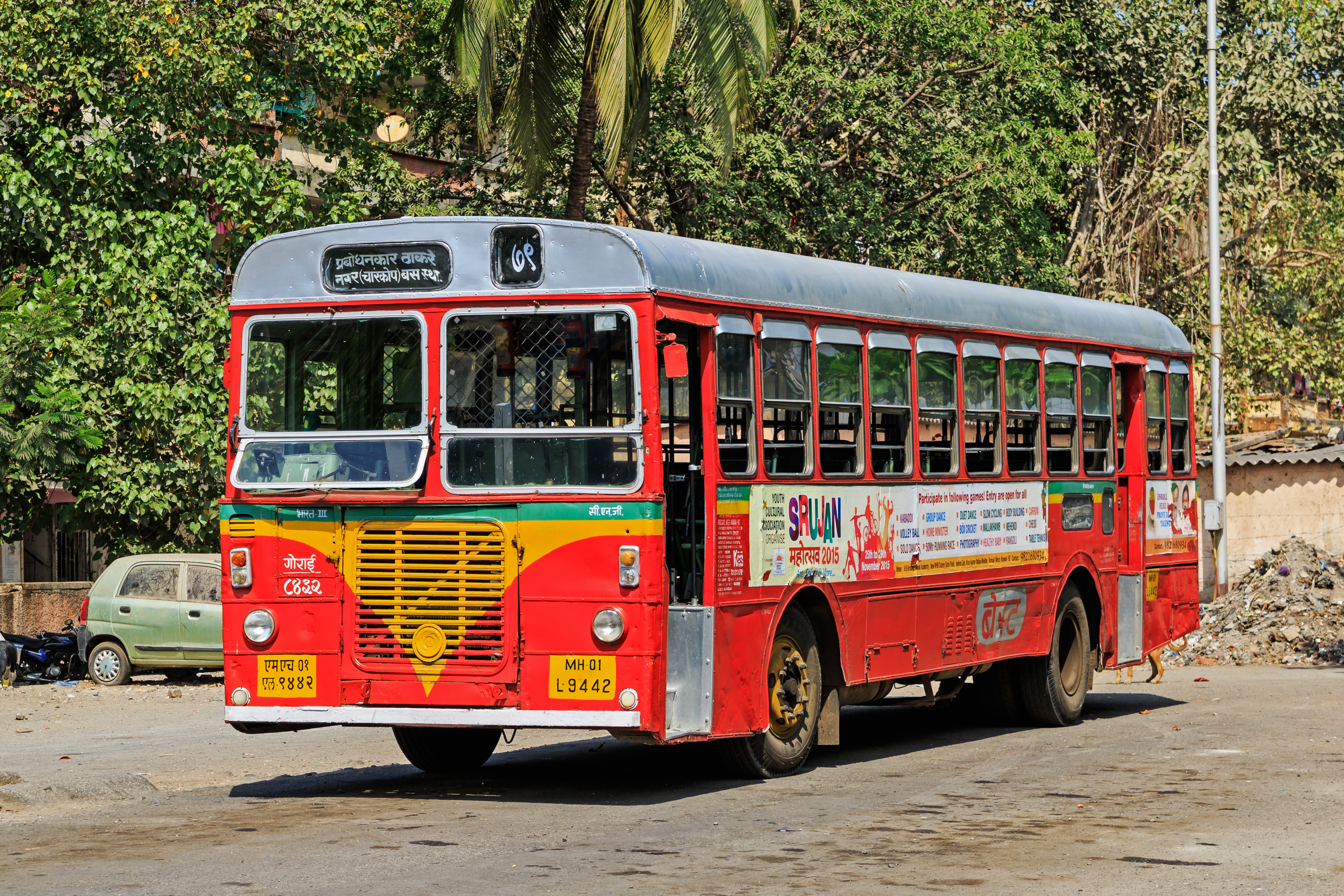

 Brihanmumbai Electric Supply and Transport es el nombre de la Compañía de Suministro eléctrico y Transporte público de Bombay, fundada en 1873 como una compañía estatal, que funciona como una de las flotas más grandes de autobús de la India. 
Originalmente fue una compañía de tranvías que posteriormente comenzó a proveer de electricidad a la ciudad a partir de 1905, y más adelante, desde 1926, brindando el servicio de autobuses actualmente en funcionamiento.
En 1936, la compañía había a 433 tranvías y 128 autobuses.

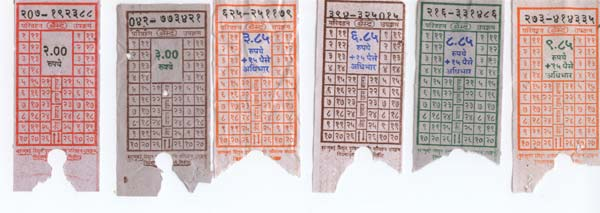
Tickets de la compañía.

El servicio de transporte de autobuses casi cubre la ciudad entera y ha ampliado sus operaciones fuera de límites de la ciudad. Además de los autobuses, también funciona un servicio de transbordador. La división de electricidad de la organización es también uno de los pocos departamentos de la electricidad en la India en producir beneficios netos anuales. 
Hasta 1995, ha hecho posible la generación de electricidad y el transporte público de la ciudad de Bombay. Después de que el nombre de la ciudad fuera cambiado formalmente de Bombay a Mumbai, esto también fue reflejado en el nombre de la compañía, que pasó a llamarse Brihanmumbai, que significa "Mayor de Bombay".